# Giovanni Finazzo
Giovanni Finazzo (Cinisi, 8 gennaio 1942 – Palermo, 5 agosto 2019) è stato un poliziotto, funzionario e prefetto italiano.

## Biografia
Laureato in giurisprudenza nel 1969, entra nella Polizia di Stato come vice commissario. Nel 1978 è dirigente dell'ufficio di polizia di Frontiera marittima di Genova, poi è destinato all'Ufficio politico della questura di Genova. Nel 1979 è trasferito a Palermo.
Nel 1991 diviene vicequestore vicario a Palermo, negli anni delle stragi di Capaci e via d'Amelio.
Nel 1994 è nominato Questore di Trapani, nel 1996 di Catania, nel novembre 1998 di Milano e nel gennaio 2001 di Roma, succedendo ad Arnaldo La Barbera.
Nel maggio 2002 è nominato prefetto e diviene direttore dell'Ufficio centrale interforze per la sicurezza individuale (Ucis) del Dipartimento della pubblica sicurezza del Ministero dell'Interno, l'organismo che gestisce le scorte a livello nazionale.
Nel luglio 2003 è nominato dal Consiglio dei ministri prefetto di Trapani, e poi dal dicembre 2007 prefetto di Catania. Lascia Catania nel gennaio 2009 ed è collocato in quiescenza.
Nel febbraio 2009 è nominato commissario straordinario della provincia di Avellino ma rinuncia pochi giorni dopo, perché riceve l'incarico di "Commissario delegato per l'emergenza immigrazione" a Lampedusa, fino al 2010.
Nell'aprile 2010 è stato nominato dal C.d.A. dell'Enac nel Comitato Consultivo Tecnico Economico e Giuridico dell'ente in qualità di esperto di security.
Il 10 giugno 2010 è eletto tra i 13 membri del Consiglio superiore della Banca d'Italia, l'organo cui spetta l'amministrazione generale, la vigilanza sull'andamento della gestione e il controllo interno di Bankitalia.
Nel 2019 muore cadendo dal balcone della sua casa di Palermo: le possibilità oscillano se si sia trattato di un incidente domestico o di un suicidio.